# Gnathosoma

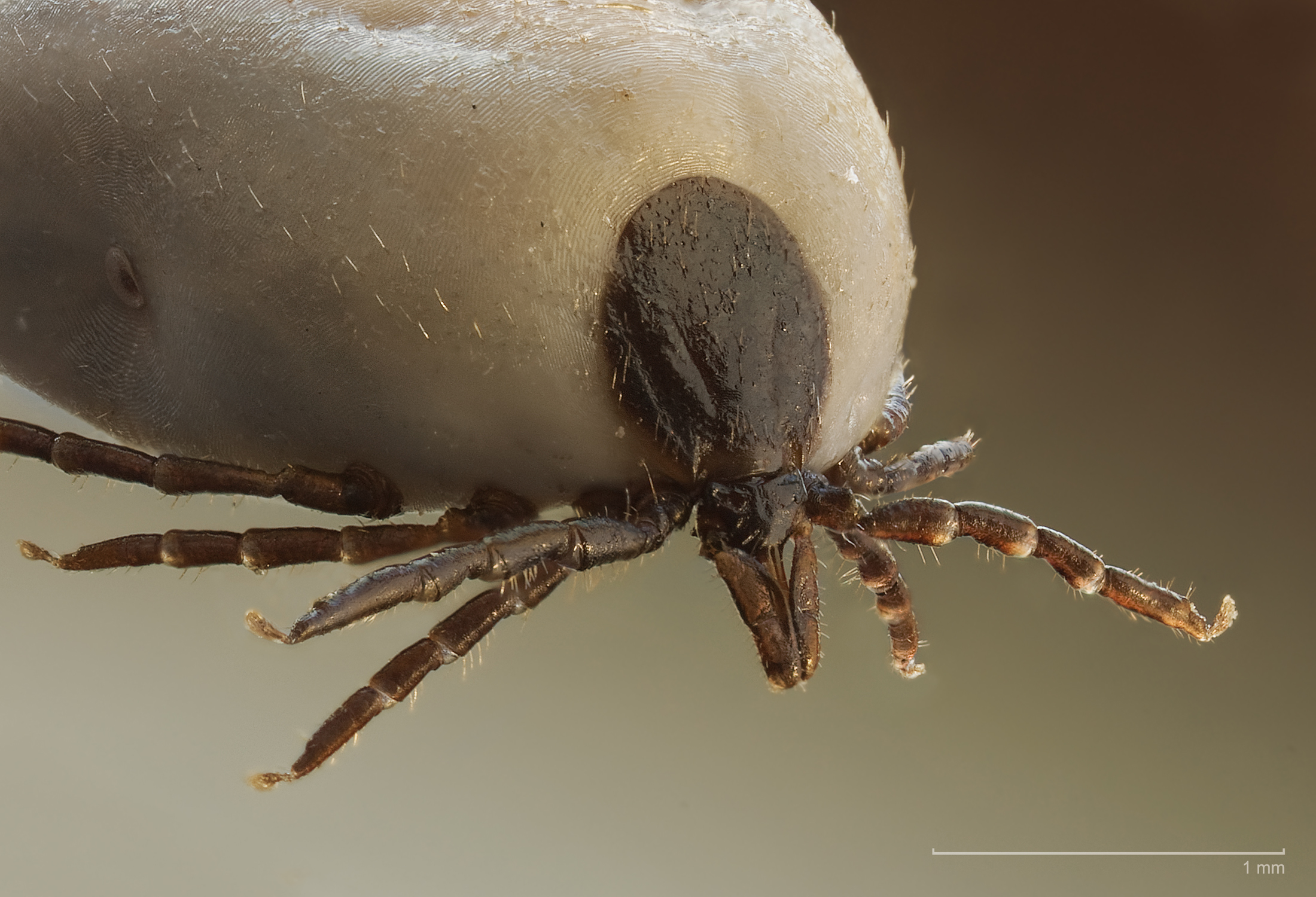
Detailní záběr na přední část klíštěte obecného (Ixodes ricinus)

Gnathosoma (z řeckého „γνάθος“ = „čelist“ a „σώμα“ = „tělo“) označuje přední, respektive ústní část těla roztočů. Tvoří ji samotné ústní ústrojí, chelicery a článkované pedipalpy. Gnathosoma bývá někdy nazývána také termínem capitulum. V češtině se lze setkat i s pojmenováním „hlavová část“, jež však není zcela korektní, protože gnathosoma postrádá hlavová nervová ganglia i další typické „hlavové“ znaky, jako jsou oči.
Zvláště výrazná, vyčnívající gnathosoma se objevuje u klíšťatovitých (Ixodidae). Typicky v takovém případě zahrnuje dlátovitý hypostom (chobotek), který představuje hlavní součást ústního ústrojí klíšťat. Naopak u zástupců čeledi klíšťákovití (Argasidae) je gnathosoma při svrchním pohledu zcela skryta pod zadní polovinou těla, tzv. idiosomou.